# Supergirl (sèrie de televisió)
Supergirl és una sèrie de televisió estatunidenca de gènere  dramàtic creat per Greg Berlanti i Allison Adler, basada en la història de la  superheroïna  del mateix nom de DC Comics i protagonitzada per Melissa Benoist. Va ser estrenada el 26 d'octubre de 2015.
El 12 de maig de 2016, es va anunciar que la sèrie s'havia renovat per a una segona temporada, transmesa per la cadena The CW, que serà estrenada el 10 d'octubre de 2016.

## Argument
Als tretze anys, envien la Kara Zor-El a la Terra per cuidar el seu cosí, poc abans de la destrucció del seu planeta natal Kripton, però, l'ona d'expansió colpeja la seva nau i es veu arrossegada a la Zona Fantasma, un lloc on el temps no passa i queda atrapada durant vint anys. La nau aconsegueix sortir de la zona i arribar a la Terra, on el seu cosí Kal-El s'ha convertit en Superman i la porta amb els Danvers perquè la criïn, els quals l'ensenyen a ser curosa amb els seus poders. Convertida en una noia de vint-anys, Kara es veu obligada a revelar al món els seus poders després que l'avió on viatja la seva germana Alex pateix un desperfecte i acudeix a salvar-lo. A partir de llavors, Kara és batejada amb el nom de  Supergirl  per Cat Grant i una agència paraestatal que brega amb vida extraterrestre a la Terra contacta amb ella. El seu director Hank Henshaw ha reclutat l'Alex com a agent.
Alex i Henshaw revelen a Kara que una vegada que la seva nau va aconseguir sortir de la Zona Fantasma, aquesta va servir com a guia perquè la presó de Fort Rozz la seguís. Kara també s'assabenta que en aquesta presó romanien els més perillosos criminals de Kripton i altres galàxies que havien estat sentenciades per Alura, la seva mare i que són liderats per Astra, la germana bessona d'aquesta.
És llavors que Kara ha de fer front als criminals que busquen venjar-se de la seva mare fent-li mal a ella i tractar d'evitar que la seva tia aconsegueixi el seu objectiu: tractar de conquerir el món. D'altra banda, Kara compta amb aliats com James Olsen i Winslow Schott, els quals l'ajuden en cadascuna de les seves missions, així com l'Alex i en Henshaw, qui revela ser un marcià refugiat després de la destrucció de la seva espècie i que en realitat es J ' onn J'ozz; així mateix, Kara haurà de fer front a enemics terrestres com Maxwell Lord, qui està disposat a revelar la veritable identitat de  Supergirl, i a aquells que busquen venjar-se del seu famós cosí.

## Elenc principal
| Actor             | Personatge                         | Temporada | Temporada |
| Actor             | Personatge                         | 1         | 2         |
| ----------------- | ---------------------------------- | --------- | --------- |
| Melissa Benoist   | Kara Zor-El/Kara Danvers/Supergirl | Principal | Principal |
| Mehcad Brooks     | James Olsen                        | Principal | Principal |
| Chyler Leigh      | Alex Danvers                       | Principal | Principal |
| Jeremy Jordan     | Winn Schott                        | Principal | Principal |
| David Harewood    | Hank Henshaw/J'onn J'onzz          | Principal | Principal |
| Calista Flockhart | Cat Grant                          | Principal | Principal |
| Chris Wood        | Mon-El                             |           | Principal |
| Katie McGrath     | Lena Luthor                        |           | Principal |
| per anunciar-se   | Nick Farrow                        |           | Principal |

## Episodis
| Temporada | Temporada | Episodis | Emissió original     | Emissió original   |
| Temporada | Temporada | Episodis | Inici                | Final              |
| --------- | --------- | -------- | -------------------- | ------------------ |
|           | 1         | 20       | 26 d'octubre de 2015 | 18 d'abril de 2016 |
|           | 2         | 22       | 10 d'octubre de 2016 | per anunciar-se    |

## Desenvolupament

### Producció
Al setembre de 2014,  Warner Bros Television anuncia el seu interès en crear una sèrie de televisió basada en Supergirl. Poc després, Greg Berlanti va confirmar que ell, juntament amb l'Allison Adler, escriurien el guió del  pilot i treballarien plegats com a productors executius al costat de Sarah Schechter de Berlanti Productions, però estava a l'espera que alguna cadena de televisió estigués interessada en el projecte. Finalment, el 19 de setembre de 2014, CBS es va interessar en el projecte, atorgant-li un compromís a sèrie. El 6 de maig de 2015, CBS va ordenar oficialment el desenvolupament d'una sèrie per a la temporada 2015-2016.
El vestit de Supergirl el va crear Colleen Atwood, qui també va dissenyar el vestuari d'Arrow i de The Flash.
Al febrer de 2015 es va donar a conèixer que Andrew Kreisberg s'uniria al projecte com a productor executiu i escriptor, i que Glen Winter havia dirigit el pilot.

### Recepció del públic
L'episodi pilot i estrena de la sèrie, va ser vist per 12.960.000 d'espectadors, convertint-se en el drama nou més vist al costat de Blindspot.

## Premis i nominacions
| Any  | Premi                           | Categoria                                | Nominats          | Resultat   |
| ---- | ------------------------------- | ---------------------------------------- | ----------------- | ---------- |
| 2015 | Premis de la Crítica Televisiva | Sèrie nova més excitant                  | Supergirl         | Guanyadora |
| 2016 | People's Choice Awards          | Nou drama de televisió favorit           | Supergirl         | Guanyadora |
| 2016 | Premis Saturn                   | Millor sèrie de superherois adaptada     | Supergirl         | Pendent    |
| 2016 | Premis Saturn                   | Actuació revelació                       | Melissa Benoist   | Guanyadora |
| 2016 | Premis Saturn                   | Millor Actriu - Televisió                | Melissa Benoist   | Pendent    |
| 2016 | Premis Saturn                   | Millor Actriu de Repartiment - Televisiu | Calista Flockhart | Pendent    |
| 2016 | Premis Saturn                   | Millor Actriu Convidada - Televisió      | Laura Benanti     | Pendent    |